# Zofia Starowieyska-Morstinowa
Zofia Starowieyska-Morstinowa est une essayiste et critique littéraire polonaise née le 20 ou 21 juillet 1891 à Bratkówka et morte le 3 juillet 1966 à Cracovie.

## Biographie

### Enfance
Ses parents sont Stanisław Jan Starowieyski (pl) et Amelia, née Łubieńska. Elle a cinq frères et sœurs : Ludwik (né en 1894, marié à Maria Dembińska), Stanisław Kostka Starowieyski (1895-1941), Maria (qui travaillait dans une école d'infirmières, morte en 1951), Marian (docteur en droit) et Iza (diplômée en droit, employée à la Banque agricole).

### Carrière
Elle a commencé à publier ses œuvres littéraires en 1924 (notamment dans le Czas (pl) de Cracovie, le Kultura de Poznań et le Przegląd Powszechny (pl)). Elle travaille à la rédaction du mensuel Znak. Elle est membre de l'équipe et du comité de rédaction et chroniqueuse régulière de Tygodnik Powszechny depuis sa création,. Elle est membre de la section de Cracovie de l'Union des écrivains polonais.

### Mort
Elle meurt le 3 juillet 1966. Elle est enterrée dans la chapelle funéraire familiale du cimetière de Rakowicki le 6 juillet 1966. Le 8 juillet 1966, une messe est célébrée à son intention par l'archevêque Karol Wojtyła.

## Publications
- 1930 : Róże pod śniegiem
- 1937 : Kamień i woda
- 1939 : Twoje i moje dzieciństwo
- 1947 : Kabała historii
- 1955 : Kalejdoskop literacki
- 1956 : Fakty i słowa
- 1959 : Dom
- 1962 : Ci, których spotykałam
- 1965 : Patrzę i wspominam
- 1973 : Szukam człowieka

## Récompenses et distinctions
Elle reçoit la Croix de commandeur de l'Ordre Polonia Restituta, la Croix d'Or du Mérite, et le prix littéraire W. Pietrzak.